# 秩序政策
秩序政策是经济政策的一种形式，与进程政策相对，广义上指经济政策中的国家所施行的，用以维持和规范内外经济秩序的、法律保障的、服务于经济生活的措施。